# Миура (город)
Миура (яп. 三浦市 Миура-си) — город в Японии, находящийся в префектуре Канагава. Площадь города составляет 32,28 км², население — 45 831 человек (1 августа 2014), плотность населения — 1419,80 чел./км².

## Географическое положение
Город расположен на острове Хонсю в префектуре Канагава региона Канто. С ним граничит город Йокосука.

## Население
Население города составляет 45 831 человек (1 августа 2014), а плотность — 1419,80 чел./км². Изменение численности населения с 1980 по 2005 годы:
| 1980 | 48 687 чел. |  |
| 1985 | 50 471 чел. |  |
| 1990 | 52 440 чел. |  |
| 1995 | 54 152 чел. |  |
| 2000 | 52 253 чел. |  |
| 2005 | 49 861 чел. |  |

## Символика
Деревом города считается Pinus thunbergii, цветком — Crinum asiaticum, птицей — японский баклан.

## Города-побратимы
- Судзака, Япония
- Варрнамбул, Австралия